# Gruda, Danilovgrad
Gruda este un sat din comuna Danilovgrad, Muntenegru. Conform datelor de la recensământul din 2003, localitatea are 173 de locuitori (la recensământul din 1991 erau 186 de locuitori).

## Demografie
În satul Gruda locuiesc 120 de persoane adulte, iar vârsta medie a populației este de 33,5 de ani (34,3 la bărbați și 32,7 la femei). În localitate sunt 41 de gospodării, iar numărul mediu de membri în gospodărie este de 4,22.
|  |

| Demografie | Demografie | Demografie |
| An         | Locuitori  | Locuitori  |
| ---------- | ---------- | ---------- |
|            |            |            |
|            |            |            |
|            |            |            |
|            |            |            |
| 1948       | 191        |            |
| 1953       | 201        |            |
| 1961       | 75         |            |
| 1971       | 101        |            |
| 1981       | 103        |            |
| 1991       | 186        | 184        |
| 2003       | 176        | 173        |

| \| Componența etnică conform recensământului din 2003[2] \| Componența etnică conform recensământului din 2003[2] \| Componența etnică conform recensământului din 2003[2] \| Componența etnică conform recensământului din 2003[2] \| Componența etnică conform recensământului din 2003[2] \| \| ----------------------------------------------------- \| ----------------------------------------------------- \| ----------------------------------------------------- \| ----------------------------------------------------- \| ----------------------------------------------------- \| \| \| \| \| \| \| \| Muntenegreni \| Muntenegreni \| \| 147 \| 84,97% \| \| Sârbi \| Sârbi \| \| 18 \| 10,4% \| \| Croați \| Croați \| \| 1 \| 0,57% \| \| necunoscută \| necunoscută \| \| 0 \| 0% \| |              |  |     |        |
| Componența etnică conform recensământului din 2003 |              |  |     |        |
| |              |  |     |        |
| Muntenegreni | Muntenegreni |  | 147 | 84,97% |
| Sârbi | Sârbi        |  | 18  | 10,4%  |
| Croați | Croați       |  | 1   | 0,57%  |
| necunoscută | necunoscută  |  | 0   | 0%     |